# مدارس الفرقان
مدارس الفرقان هي مؤسسة تعليمية غير هادفة للربح تقدم التعليم في المدارس الابتدائية والإعدادية والثانوية للصفوف من 1 إلى 12 بالإضافة إلى نادي الأنشطة اللامنهجية. تقع مدارس الفرقان في الدوحة، قطر وتم تأسيسها في عام 1988. على الرغم من دعم الحكومة القطرية للمدارس إلا أنها كانت من بين المساهمين في مؤسسة عيد الخيرية التي تتخذ من قطر مقرا لها وهي منظمة تعمل في مجال الأعمال الخيرية لسنوات. كانت مدارس الفرقان مرتبطة سابقا بالكثير من الجمعيات الخيرية.

## المدرسة الابتدائية
تقدم مدرسة الفرقان الابتدائية فصولا في الصفوف 1-6. تشمل الفصول الدراسية: الدراسات الإسلامية واللغة العربية والعلوم العامة والعلوم الاجتماعية والرياضيات.
يشارك طلاب المرحلة الابتدائية في الفرقان في عدد من الأنشطة والمسابقات اللامنهجية. على سبيل المثال في عام 2016 شارك طلاب المدارس الابتدائية في دورات تدريبية على الكمبيوتر والنحل الإملائي باللغة العربية.
يعمل في مدرسة الفرقان الابتدائية 49 موظفا وعرفة محمدي مدير مدرسة الفرقان الابتدائية.

## المدرسة الإعدادية
تقدم مدرسة الفرقان الإعدادية دروسا في الصفوف 7-9. تشمل الفصول الدراسية: الدراسات الشرعية واللغة الإنجليزية والعلوم واللغة العربية وتقنية المعلومات والرياضيات والدراسات الاجتماعية. لدى المدرسة الإعدادية أيضا برلمان طلابي منتخب ديمقراطيا.
شارك طلاب مدرسة الفرقان الإعدادية في العديد من الأنشطة اللامنهجية بما في ذلك الرياضة وحفظ القرآن والخط العربي والإذاعة المدرسية وغيرها.
محمود مرسي هو مدير مدرسة الفرقان الإعدادية وهو أستاذ في المدرسة.

## المدرسة الثانوية
تقدم مدرسة الفرقان الثانوية فصولا في الصفوف 10-12. لدى المدرسة الثانوية أيضا برلمان طلابي منتخب ديمقراطيا.
عدنان طه هو مدير مدرسة الفرقان الثانوية وهو أستاذ في المدرسة.

## نادي الفرقان للإبداع
نادي الفرقان للإبداع هو نادي للطلاب من جميع المستويات للمشاركة في الأنشطة اللامنهجية. في عام 2016 أكمل نادي الإبداع العمرة ل 37 طالبا من جميع المدارس الثلاث. كما بدأ النادي في رحلات ترفيهية وانضم الفريق إلى مسابقة الروبوتات التي عقدت في كاتا وشارك في المباراة وبدأ مباريات كرة القدم وشارك في العديد من الأنشطة اللامنهجية الأخرى.

## الصلات بالحكومة
في عام 2014 أصدرت الحكومة القطرية إعلانا عن أسماء المدارس المشاركة في قطر التي كانت مؤهلة للحصول على نظام قسائم تعليمية للعام الدراسي 2014/2015. أدرجت مدرسة الفرقان الابتدائية ضمن 71 مدرسة أعلن عنها محمد عبد الواحد الحمادي وزير التعليم العالي القطري والأمين العام للمجلس الأعلى للتعليم. يهدف نظام القسائم إلى تعزيز جودة التعليم العالي في قطر وتحسين معايير التحصيل الدراسي ورفع مستوى المنافسة بين المدارس.
وفقا لنظام القسائم فإن الحكومة القطرية تقدم قسائم تمولها الحكومة إلى الآباء القطريين الراغبين في إرسال أبنائهم إلى مدارس خاصة ملتزمة بتدريس القيم الدينية واللغة العربية والعلوم والتاريخ وفقا لمعايير المجلس الأعلى للتعليم. تم اختيار مدرسة الفرقان من قبل الحكومة القطرية كمؤسسة تتوافق مع معايير ومصادر المجلس الأعلى للتعليم.

## الصلات بمؤسسة عيد الخيرية
لمدارس الفرقان روابط مع جمعية عيد بن محمد آل ثاني الخيرية أو مؤسسة عيد الخيرية.
في يناير 2009 قدمت مدارس الفرقان شيكا بمبلغ 1 مليون ريال قطري (حوالي 274,593 دولار أمريكي) إلى مؤسسة عيد الخيرية لغرض جهود المعونة في غزة. خلال الشهر نفسه قامت مؤسسة عيد الخيرية بثلاثة برامج بالتعاون مع مدارس الفرقان الإعدادية والثانوية بعنوان «غزة، مدونة الشرف».
في عام 2013 تبرعت مدارس الفرقان بمبلغ مليون ريال قطري (حوالي 274,593 دولار أمريكي) لدعم مساعدات جمعية الخيرية للاجئين السوريين. في وقت لاحق من ذلك العام أقام مركز العيد الثقافي الخيري مركز صرقان فورقان تحت إشراف وزارة الشؤون الإسلامية القطرية. في ديسمبر التالي تبرعت الفرقان مرة أخرى بمبلغ 250,000 ريال قطري (حوالي 68,648 دولار أمريكي) لدعم جهود المعونة المقدمة من جمعية الإغاثة الخيرية للاجئين السوريين.
في عام 2015 زار وفد من طلاب مدرسة الفرقان مخيمات اللاجئين السوريين في تركيا. مؤسسة عيد الخيرية معترف بها من قبل مدارس الفرقان لشراكتها ودعمها الوثيقين.

## دليل على الأنشطة الإنسانية

### مؤسسة عيد الخيرية
وفرت مدارس الفرقان تمويلا كبيرا لمؤسسة عيد الخيرية وهي منظمة لها صلات بمنظمات إرهابية. العضو المؤسس في مؤسسة عيد الخيرية عبد الرحمن بن عمير النعيمي هو - حسب وزارة الخزانة الأمريكية التي تم تعيينها خصيصا للإرهاب العالمي - المتهم بالإشراف على تحويل مبلغ مليوني دولار شهريا إلى تنظيم داعش في العراق.
كما انتقدت المؤسسة الخيرية على نطاق واسع لدعمها «الجمعيات الخيرية لحركة حماس» في قطاع غزة وهي مهمة عززتها المساعدات المالية التي تقدمها مدارس الفرقان.
وصفت بأنها «أكبر الناشطين في منظمة الإغاثة التي يسيطر عليها السلفيين في العالم» في تقرير مؤسسة كارنيغي للسلام الدولي ومؤسسة عيد الخيرية أيضا كانت مقربة من حملة مديد أهل الشام لجمع التبرعات. أغلقتها السلطات القطرية في عام 2014 بسبب أنها «إحدى القنوات المفضلة للتبرعات» لجبهة النصرة.

## القيادة
المدير العام لمدارس الفرقان هو رجل الأعمال القطري خليفة بن محمد الربان. الربان هو رئيس وعضو مجلس أمناء منظمة الكرامة غير الحكومية التي تتخذ من سويسرا مقرا لها. أحد الأعضاء المؤسسين للكرامة هو عبد الرحمن بن عمير النعيمي الذي أدرجته وزارة الخزانة الأمريكية كممول لتنظيم القاعدة في جزيرة العرب الإرهابي العالمي. كما مثلت الكرامة عملاء مرتبطين بالميليشيات الإسلامية العاملة في سوريا.
كما أن الربان عضو في الحملة العالمية لمكافحة العدوان بقيادة أسامة بن لادن وسفر الحوالي. كما دعمت المجموعة التي يشغل أيضا النعيمي عضويتها واستضافت أعضاء من قيادة حركة حماس ودعواتهم للجهاد.